# Хизерингтон, Дайанн
Да́йанн Мэй Хизери́нгтон (англ. Dianne Mae Heatherington; 14 мая 1948, Форт-Руж, Виннипег, Манитоба, Канада — 22 октября 1996, Торонто, Онтарио, Канада) — канадская певица и актриса.
Была замужем за музыкантом Гэри Тейлором с 1977 года и до своей смерти в 1996 году от рака.